# Sengkang
Sengkang – stacja podziemna Mass Rapid Transit (MRT) na North East Line w Singapurze. Stacja obsługuje obszar Sengkang. Jest stacją przesiadkową z linią Sengkang LRT Line.